# Cengiz
Cengiz  è un nome proprio di persona turco maschile.

## Varianti in altre lingue
- Azero: Çingiz
- Kirghiso: Чыңгыз (Çıŋgız)
- Mongolo: Чингис (Chingis)[1]

## Origine e diffusione

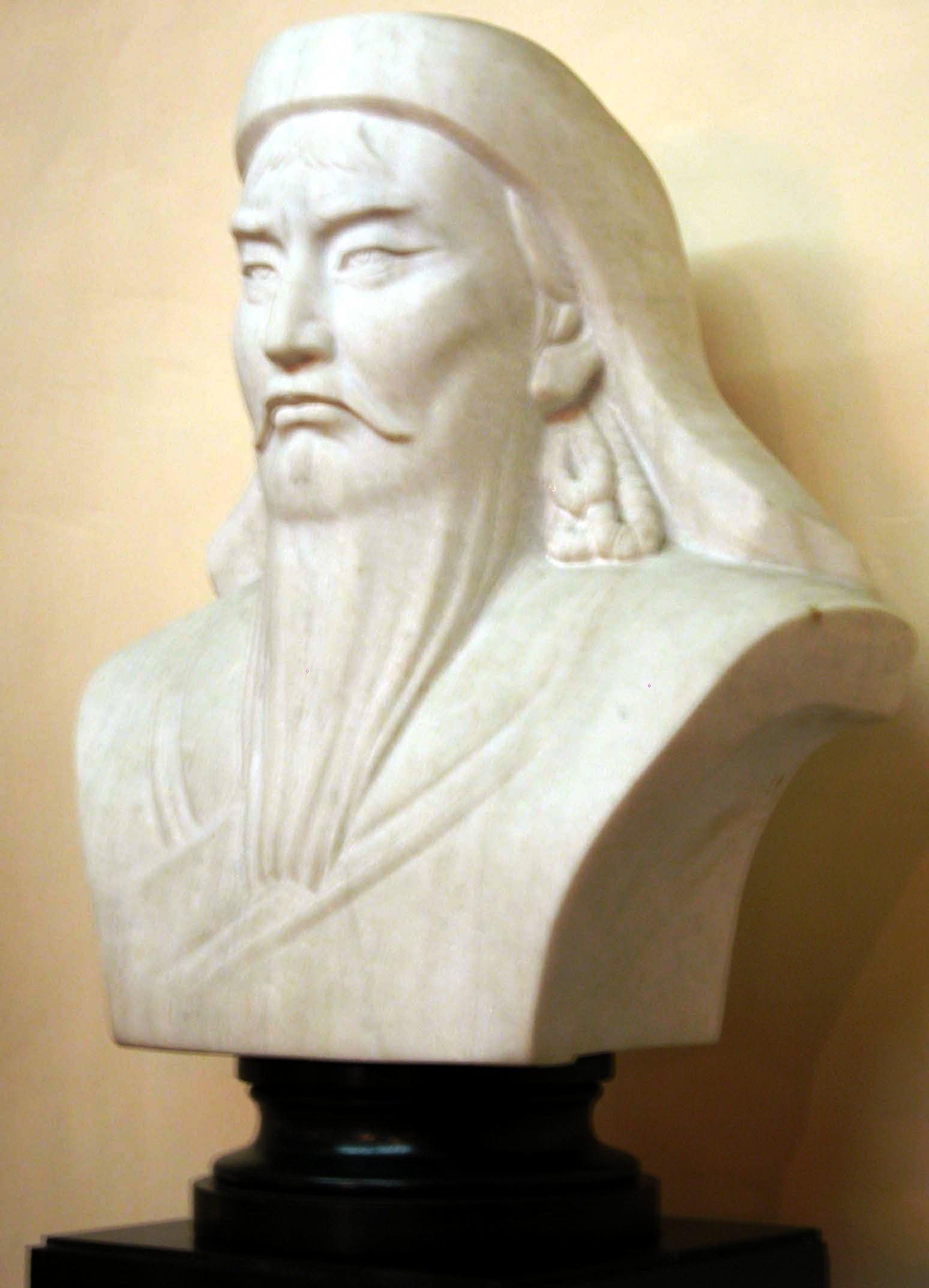
Busto di Gengis Khan nel palazzo presidenziale di Ulan Bator (Mongolia)

Si tratta di una ripresa della prima parte del nome di Gengis Kahn (in turco Cengiz Han), il cui vero nome era Temujin; "Gengis Khan" in realtà era un titolo avente il significato di "dominatore universale" (dove la parte "gengis", la cui etimologia è torbida, è quella che significa "universale"). È quindi analogo per significato al nome italiano Arminio.

## Persone
- Cengiz Bicer, calciatore liechtensteinese
- Cengiz Ünder, calciatore turco

### Varianti
- Čyngyz Ajtmatov, scrittore kirghiso
- Çingiz Mustafayev, cantante azero
- Çingiz Mustafayev, giornalista azero
- Şıñğıs Esenamanov, giocatore di calcio a 5 kazako